# 4429 Chinmoy
Chinmoy (asteróide 4429) é um asteróide da cintura principal, a 1,8758759 UA. Possui uma excentricidade de 0,2124749 e um período orbital de 1 342,75 dias (3,68 anos). Chinmoy tem uma velocidade orbital média de 19,29847084 km/s e uma inclinação de 1,46297º. Este asteróide foi descoberto em 12 de Setembro de 1978 por Nikolai Chernykh. O Asteroid recebe o seu nome a partir do Bengali escritor, poeta e filósofo Sri Chinmoy (1931-2007).